# Pierre Durand (Reiter, 1955)

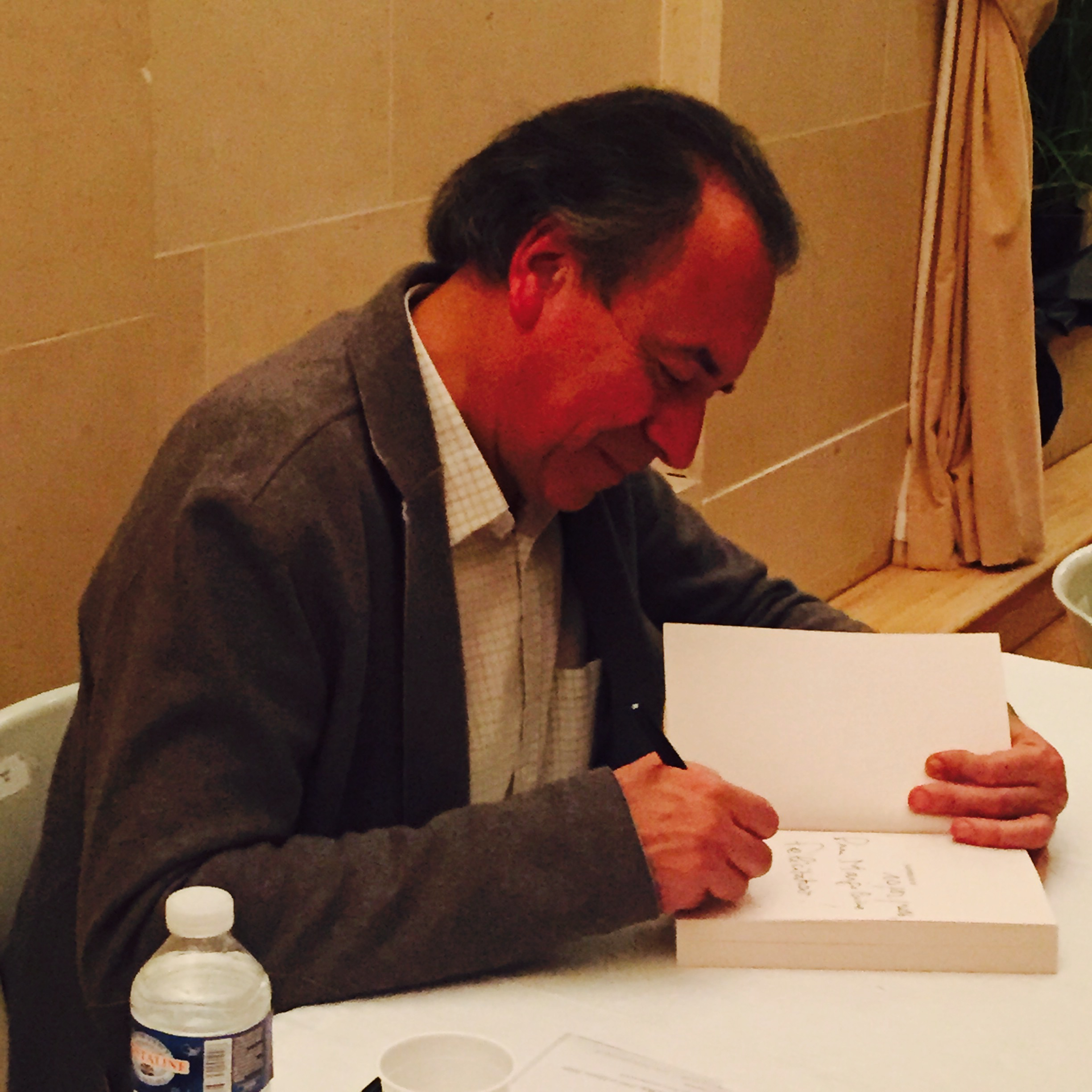
Pierre Durand (2016)

Pierre Durand (* 16. Februar 1955 in Saint-Seurin-sur-l’Isle, Département Gironde, Frankreich) ist ein ehemaliger französischer Springreiter.

## Leben
Durand ritt bis zum Jahr 1987 ausschließlich in seiner Freizeit, beruflich war er nach seinem Jurastudium als Jurist, Gerichtsvollzieher und Konkursverwalter tätig. Sein Vater, der ebenfalls Pierre Durand hieß, war gleichermaßen ein erfolgreicher Reiter.
1984 nahm Pierre Durand mit Jappeloup de Luze an den Olympischen Spielen teil, wurde mit der Mannschaft Sechster und kam in der Einzelwertung auf Rang 14. 
Im Sommer 1987 gewann Pierre Durand die Einzel-Europameistertitel im Springreiten, mit der Mannschaft gewann er die Silbermedaille. Er beschloss, sich nun vollständig auf das Reiten zu konzentrieren. Beim Weltcupfinale im Frühjahr 1988 wurde er Zweiter. 
Sein größter Erfolg war der Gewinn der Einzel-Goldmedaille bei den Olympischen Spielen 1988 in Seoul. Hier wurde er mit der Mannschaft zudem Dritter. 1990 wurde er mit der französischen Mannschaft Weltmeister bei den ersten Weltreiterspielen in Stockholm. Alle diese Erfolge erreichte er zusammen mit dem dunkelbraunen Wallach Jappeloup de Luze, der ihm von Henry Delage zur Verfügung gestellt wurde. Nach seinen großen Erfolgen wurde er vom Marketingunternehmen IMG unter Vertrag genommen.
Nach seiner sportlichen Karriere war er von 1993 bis 1998 Präsident der Fédération française d'équitation (FFE), vergleichbar der Deutschen Reiterlichen Vereinigung.
Das Leben seines Erfolgspferdes Jappeloup de Luze wurde ab 2011 von Christian Duguay verfilmt und kam im Jahr 2013 in die französischen Kinos.

## Karriere
Olympische Spiele
- 1988 in Seoul: Bronzemedaille Mannschaft, Goldmedaille Einzel auf Jappeloup de Luze

Weltmeisterschaften
- 1986 in Aachen: Bronzemedaille Mannschaft
- 1990 in Stockholm: Goldmedaille Mannschaft auf Jappeloup de Luze

Europameisterschaften
- 1987 in St. Gallen: Silbermedaille Mannschaft, Goldmedaille Einzel auf Jappeloup de Luze
- 1989 in Rotterdam: Silbermedaille Mannschaft

Weitere Erfolge
- 1982 Französischer Meister auf Jappeloup de Luze
- 1986 Französischer Meister